# Maria w połogu z Helu
Maria w połogu z Helu – gotycka kompozycja rzeźbiarska ukazująca Marię leżącą na łożu połogowym z Dzieciątkiem Jezus. Wykonana około połowy XIV wieku, najprawdopodobniej w jednym z warsztatów rzeźbiarskich w Kolonii, i sprowadzona na teren dawnego państwa zakonu krzyżackiego. Cenny przykład przedstawienia dewocyjnego w typie ikonograficznym Maria in puerperio.

## Dzieje
Według tradycji dzieło pochodzi z kościoła Świętych Piotra i Pawła w Helu, jednak ostatnie badania wskazują na gdańską proweniencję dzieła. Następnie znajdowało się w zbiorach Georga Schwaza, a podczas aukcji w roku 1918 kupiło je gdańskie Muzeum Miejskie (Stadtmuseum). Obecnie helska Maria w połogu znajduje się w zbiorach Muzeum Narodowego w Gdańsku; eksponowana jest w Oddziale Sztuki Dawnej mieszczącym się na terenie klasztoru Franciszkanów na Starym Przedmieściu.

## Wygląd
Kompozycja rzeźbiarska wykonana jest z drewna orzechowego w technice łączącej relief wypukły z rzeźbą pełnoplastyczną. Wysokość dzieła wynosi 75, zaś długość 135 centymetrów. Leżąca na łożu Maria ukazana została jako młoda niewiasta, o mocnej budowie ciała. Na jej pulchnej, krągłej twarzy rysuje się lekki uśmiech. Jej długie włosy opadają za ramiona. Odziana jest w długą tunikę, charakteryzującą się dynamicznymi draperiami na wysokości bioder i nóg. Swój wzrok kieruje w stronę Dzieciątka, które lekko, lecz ostentacyjnie, podnosi. Okryte wpół w pieluszki Dzieciątko kieruje swój wzrok w stronę widza. Charakteryzuje się drobiazgowo opracowaną fryzurą i fizjonomią twarzy. Łoże nakryte jest prześcieradłem, którego boki cechuje stylizowany, przypominający układ festonów, układ draperii. Dzieło nie zachowało się w kompletnym stanie, brakuje fragmentów rąk Dzieciątka oraz korony Marii.

## Analiza
Maria na łożu połogowym należy do rzadkich tematów w ikonografii Bożego Narodzenia. Temat ten przyjął się głównie w Dolnej Nadrenii (świadczy o tym m.in. XIV-wieczna figura nieznanej, dolnoreńskiej proweniencji, obecnie w zbiorach Germanisches Nationalmuseum w Norymberdze). Ostatnie badania nad stylem Marii w połogu wskazały na wpływ rzeźby gotyckiej w Kolonii w okresie od schyłku XIII do około przełomu XIV i XV stulecia. W sposobie opracowania fizjonomii Marii do dzieła w zbiorach MNG podobne są m.in. niektóre figury tronujących Madonn z Dzieciątkiem w Museum Schnütgen, kilka popiersi relikwiarzowych w kościele Świętej Urszuli czy w ołtarzu z kościoła Klarysek (obecnie w kolońskiej katedrze). W średniowieczu drewno orzechowe było materiałem często preferowanym przez rzeźbiarzy kolońskich i dolnoreńskich. 
W średniowieczu ukształtowało się kilka wersji Marii leżącej na łożu połogowym, m.in. zintegrowanych ze sceną Bożego Narodzenia lub jako dzieło o charakterze dewocyjnym. Cechami wspólnymi dla wszystkich wariantów ikonograficznych są: swoisty naturalizm, zaakcentowanie macierzyńskiej i czułej relacji Marii z Dzieciątkiem, zastąpienie tradycyjnego żłóbka łożem o ówczesnych formach. Maria w połogu dawniej była kojarzona z retabulum ołtarza Czterech Świętych Dziewic z Helu, obecnie uważana jest przez badaczy za samodzielne dzieło, będące swego rodzaju przedstawieniem dewocyjnym pozbawionym kontekstu historycznego. Tego rodzaju przedstawienie określane jest w ikonografii chrześcijańskiej jako Maria in puerperio. Typ ten preferowany był w zakonnej mistyce, głównie w klasztorach żeńskich. W mistyce zakonnej kształtowały się wizje, w których mistyczna unia nabierała charakteru relacji macierzyńskich. Ponadto wyobrażenia Matki Bożej w typie Maria in puerperio były podmiotem kultu wśród położnic. 
Nie jest znana w pełni proweniencja Marii w połogu. W ostatnich badaniach nad tym dziełem wykazano, iż prawdopodobnym pierwotnym miejscem był gdański kościół Mariacki, fara Głównego Miasta. Świątynia ta już w okresie przynależności Gdańska do państwa zakonu krzyżackiego gromadziła duchownych, świeckich fundatorów, bractwa cechowe lub wiernych o wysublimowanych potrzebach duchowych, które kształtowały świadomość religijną i ówczesną kulturę. Czynniki te silnie wpłynęły na charakter dzieł sztuki (m.in. figur kultowych, przedstawień dewocyjnych, ołtarzy, relikwiarzy itd.) tworzących wystrój kościoła. Przyczyną przeniesienia rzeźbionego wizerunku Marii w połogu na Hel mogły być zmiany wystroju wnętrza gdańskiej fary po przejęciu kościoła przez luteran, którzy nie tolerowali przedstawień o charakterze dewocyjnym.